# 波尼鎮區 (密蘇里州普拉特縣)
波尼鎮區（英語：Pawnee Township）是位於美國密蘇里州普拉特縣的一個行政鎮區。

## 地方資料
波尼鎮區的面積為11.18平方千米，當中陸地面積為11.16平方千米，而水域面積為0.02平方千米。根據2020年美國人口普查的數據，當地共有人口10137人，而人口密度為每平方千米906.71人。